# Ewa Kocój
Ewa Maria Kocój – polska etnolog i antropolog kulturowy, prof. dr hab. nauk humanistycznych, wykładowca w Instytucie Kultury Uniwersytetu Jagiellońskiego.  

## Życiorys
W latach 1987–1992 odbyła studia  z zakresu psychologii w Instytucie Psychologii UJ, a w latach 1992–1995 studia etnologiczne na Wydziale Historycznym UJ. W latach 1996–1997 ukończyła Międzynarodową Szkołę Pogranicza dla Liderów Organizacji Kulturowych, Edukacyjnych i Społecznych Działających na Rzecz Regionów Wielokulturowych Europy Środkowo-Wschodniej, zorganizowaną przez Fundację Pogranicze Sztuk-Kultur-Narodów (Sejny) przy współpracy PHARE i TACIS Democracy Programme w 1996–1997, zakończoną uzyskaniem tytułu Lidera Organizacji Kulturowych, Edukacyjnych i Społecznych Działających na Rzecz Regionów Wielokulturowych Europy Środkowo-Wschodnie. 21 maja 2004 obroniła pracę doktorską pt. Malowane cerkwie i monastyry Bukowiny Południowej. Współczesne znaczenia i konteksty miejsc kultu religijnego na kulturowym pograniczu (promotor: Czesław Robotycki). 25 września 2014 Rada Wydziału Historycznego UJ nadała jej stopień doktora habilitowanego w zakresie nauk humanistycznych, w dyscyplinie etnologia na podstawie rozprawy Pamięć starych wieków. Symbolika czasu w rumuńskim kalendarzu prawosławnym. W latach 2012–2016 pełniła funkcję zastępcy redaktora naczelnego czasopisma Zarządzanie w Kulturze, a w latach 2015–2017 redaktora naczelnego (Lista B, MNiSW).
Autorka kilku monografii i ponad 90 artykułów naukowych publikowanych w czasopismach polskich i zagranicznych. Prowadzi badania nad dziedzictwem kulturowym i pamięcią kulturową mniejszości narodowych, etnicznych i religijnych Europy Środkowo-Wschodniej i Południowej (m.in. w Polsce, Rumunii, Rosji, na Ukrainie, Słowacji, Bułgarii, Grecji, Republice Północnej Macedonii, Albanii).
Zasiada w Komisji Bałkanistyki PAN, Oddział w Poznaniu, Komisji Etnograficznej PAU, Kraków oraz w Komisji Zarządzania Kulturą i Mediami PAU oraz Polskim Towarzystwie Ludoznawczym.

## Wybrane publikacje
- 2005: Kim jest mój wróg, kim jest mój przyjaciel, czyli co Rumunii dostrzegają na ikonach Sądu Ostatecznego malowanych cerkwi na Bukowinie?, ,,Konteksty. Polska Sztuka Ludowa", nr 4 (271), 2005, s. 23-39.
- 2006: Świątynie, postacie, ikony. Malowane cerkwie i monastyry Bukowiny Południowej w wyobrażeniach rumuńskich, Wydawnictwo Uniwersytetu Jagiellońskiego, ss. 444.
- 2009: Związki Rumunii ze Świętą Górą Athos, artykuł, [w:] ,,Święta Góra Athos w kulturze Europy, Europa w kulturze Athosu”, Collegium Europaeum Gnesnense UAM w Poznaniu, Centrum Studiów Etnicznych i Religijnych w Salonikach oraz Międzynarodowe Centrum Studiów Greckich i Słowiańskich UAM, Gniezno 2009, s. 235-244.
- Koronowane wizerunki maryjne z pogranicza polsko-litewskiego. Historia zwyczaju i formy kultu, [w:] Tridento visuotinio bažnyčios susirinkimo (1545-1563) įtaka Lietuvos kultūrai: susirikimo idėjų suvokimas ir sklaida Vidurio Europos rytuose: mokslo straipsnių ir studijų rinkinys. The Influence of the Council of Trent upon the Culture Of Lithuania. Reception and Transmission of the Council’s Ideas in East-Central Europe”, red. Aleksandra Aleksandravičiūtė, Wilno 2009, s. 116-135.
- 2010: Muzeum Wsi Dymitra Gustiego w Bukareszcie, „Zarządzanie w kulturze”, ZN UJ, z. 11, Kraków 2010, s. 243-257.
- 2010: Karpacka Święta z Rumunii, [w:] W kręgu relacji polsko-rumuńskich. Materiały z sympozjum, red. St. Jakimowska, E. Wieruszewska, Suczawa 2010, s. 409-418.
- 2011: Святая Гора Грабарка в Польше, „Пространство Культуры”, No 2/2011, Moskwa 2011, s. 193-205.
- 2012: Rumuńscy święci (wspólnie z Jarosławem Charkiewiczem), Warszawska Metropolia Prawosławna i Wydawnictwo Bratczyk, Hajnówka, ss. 178.
- 2012: The image of Gypsies in Polish iconographic collections (the 19th century – the first half of the 20th century), wspólnie z Katarzyną Plebańczyk i Pawłem Lechowskim (udział własny - 75%), „ProMemoria. Revista Institutului de Istorie Socială”, 2012, vol. II, nr. 3, s. 74-88.
- 2012: Tematyka cygańska w polskich zbiorach ikonograficznych (XIX w.- I połowa XX w.) - rekonesans (wspólnie z Pawłem Lechowskim i Katarzyną Plebańczyk - udział własny - 75% ), „Zarządzanie w Kulturze”, ZN UJ, Kraków 2012, nr 13, z. 3, s. 171-183 [Lista B MNiSW, nr 1739, ISBN 978-83-233-3084-4].
- 2013: Pamięć starych wieków. Symbolika czasu w rumuńskim kalendarzu prawosławnym, Wydawnictwo Uniwersytetu Jagiellońskiego, Kraków, ss. 495.
- 2013: The damned of the Last Judgment or what the Romanians paint in the Orthodox icons (historical and contemporary cultural contexts), „Journal for the Study of Religions and Ideologies”, vol. 12, issue 35 (Summer 2013), s. 86-108 [Web of Science, Arts & Humanities Citation Index, 1583-0039].
- 2013: The Romanian ritual of căluşari – between an obsolete meaning and a preserved structure, ,,Anthropos", 108(2): 2013, s. 565-575 [Web of Science (JCR), nr 1211, 0257-9774].
- 2013: European representations of others. Reflecting on the Us and them. An intricate history of otherness - exhibition, „Anthropos”, 108(1): 2013, s. 273-277 [Web of Science (JCR), nr 1211, 0257-9774].
- 2014: Koniki w obrzędowości dorocznej w rumuńskiej tradycji ludowej, [w:] Świat Lajkonika. Konik na świecie, red. A. Szoka, Muzeum Historyczne Miasta Krakowa, Kraków 2014, s. 154-166.
- 2015: Faces of the identity and memory. The cultural heritage of Central Europe (managing and case studies), red. Ewa Kocój, Łukasz Gaweł, Wydawnictwo UJ, Kraków, s. 224.
- 2015: Sacrum i łzy. Fenomen płaczących ikon w wyobrażeniach religijnych w prawosławiu (wybrane zagadnienia - I), „Slavica Slovaca” 2015, R. 50, 2, s. 140-156.
- 2015: Dziedzictwo bez dziedzica? Materialne i religijne dziedzictwo kulturowe mniejszości pochodzenia wołoskiego w Europie w kontekście projektu interdyscyplinarnych badań (przyczynek do tematu - I), „Zarządzanie w Kulturze”, 2015, z. 2, s. 137-150.
- 2015: Heritage without Heirs? Tangible and religious cultural heritage of the Vlachs minority in Europe in the context of interdisciplinary research project (contribution to the subject), „Balcanica Posnaniensia”, Poznań 2015, s. 137-147.
- 2015: Cultural heritage - management, identity and potential, red. Łukasz Gaweł, Ewa Kocój, Wydawnictwo UJ, Kraków, s. 140.
- 2015: Penance and transformation. The symbolism of the paschal cycle in the Romanian Orthodox tradition, „European Journal of Science and Theology”, February 2015, Vol. 11, No 1, s. 225-236 [Web of Science (JCR), nr ISSN 1842-8517].
- 2015: Zanikająca profesja? Cygańscy niedźwiednicy w Rumunii (Ursari) – historia i metody tresury – „Studia Romologica”, 2015, 8, s. 146-164.
- 2015: Bizantyjsko-słowiańska literatura apokryficzna i jej wpływ na folklor oraz ikonografię Europy Środkowo-Wschodniej [w:] Ľudová próza na Slovensku v kontexte dejín slavistiky, red. K. Ženuchova, rozdział w monografii, Bratysława 2015, s. 133-158.
- 2015:  Memory and identity. Monuments of Romanian tangible culture inscribed on the UNESCO World Heritage List (presentation), in: Faces of the identity and memory. The cultural heritage of Central Europe (managing and case studies), ed. by Ewa Kocój, Łukasz Gaweł, Kraków 2015, s. 11-35.
- 2015: Artefakty przeszłości jako ślady pamięci. Dziedzictwo kulturowe Aromanów na Bałkanach, ,,Prace Etnograficzne”, 2015, z. 4, s. 271-305.
- Dziedzictwo kulturowe mniejszości narodowych, etnicznych i religijnych kręgu Karpat – narracje lokalne i zarządzanie instytucjonalne (wstępne rezultaty badania pilotażowego), ,,Prace Etnograficzne”, 2016, z. 3, s. 193-213.
- 2016: Opowieść niewidzialnego miasta. Dziedzictwo kulturowe Moskopola w Albanii – rewitalizacja oraz zarządzanie pamięcią i przestrzenią kulturową [w:] Niematerialne dziedzictwo miasta. Muzealizacja, ochrona, edukacja, red. M. Kwiecińska, Kraków 2016, s. 270-285.
- 2016: Ignorance versus degradation? The profession of Gypsy bear handlers and managing of inconvenient intangible cultural heritage. Case study – Romania (I), „Zarządzanie w Kulturze”, 2016, z. 3, s. 263–283.
- 2016:  The Story of an Invisible City. The Cultural Heritage of Moscopole in Albania. Urban Regeneration, Cultural Memory and Space Management [in:] Intangible heritage of the City. Musealisation, preservation, education, ed. By M. Kwiecińska, Kraków 2016, s. 267-280.
- 2016: Artifacts of the past as traces of memory. The Aromanian cultural heritage in the Balkans, Res Historica, 2016, p. 175-195.
- 2017: Ostatni pasterze Karpat? Redyk Karpacki 2013 - fenomen międzynarodowego projektu dotyczącego współczesnej wołoskiej kultury pasterskiej, „Culturologica Slovaka”, 2017, 2, s. 2-37.
- 2017: Sacrum i przestrzeń. Hierotopia wyspy Kefalonii w Grecji (wstępne rezultaty badania pilotażowego), „Łódzkie Studia Etnograficzne”, 2017, 56, s. 125-147.
- 2017: Odrażający i… święci. Wierzenia o psiogłowcach w dawnej i współczesnej tradycji pogranicza bizantyńsko-słowiańskiego, artykuł, „Slavica Slovaca”, 2017, 52, 1, s. 44-56.
- 2018: Powroty do tematów pasterskich. Zwyczaje i wierzenia związane z rozpoczęciem sezonu pasterskiego na pograniczu polsko-słowackim w XXI wieku (wybór zagadnień), „Etnografia Polska”, 2018, z. 1-2.
- 2018: „Na sałasie ni ma pani lekko”. Życie codzienne pasterzy wołoskich na szałasach na pograniczu polsko-słowackim w XXI wieku jako dziedzictwo kulturowe regionu Karpat (wybór zagadnień), ,,Balcanica Posnaniensia“, 2018, XXV, s. 269-295.
- 2019: Zarządzanie w sektorze kultury w Polsce – krótka historia idei [w:] Zarządzanie w sektorze kultury w Polsce – między teorią a praktyką, red. Ewa Kocój, Joanna Szulborska-Łukaszewicz, Alicja Kędziora, Kraków 2019, s. 31-48.
- 2018: Ginący świat pasterzy karpackich. Życie codzienne pasterzy na pograniczu polsko-słowackim w XXI wieku jako dziedzictwo kulturowe regionu Karpat (wybrane zagadnienia), [w:] Bacowie i wałasi. Kultura pasterska na pograniczu polsko-słowackim, red. Ewa Kocój, Józef Michałek, 2018.
- 2018: Śladami ostatnich wędrujących pasterzy karpackich. Raport z wiosennego redyku rodziny Szczechowiczów (kwiecień 2018), „Almanach Podhalański”, 2018.
- 2019: Między mainstremem a undergroundem. Dziedzictwo regionalne w kulturze europejskiej – odkrywanie znaczeń, [w:] Dziedzictwo kulturowe w regionach europejskich. Odkrywanie, ochrona i (re)interpretacja, Seria wydawnicza: „Studia nad dziedzictwem i pamięcią kulturową”, tom I, Kraków 2019, red. Ewa Kocój, Tomasz Kosiek, Joanna Szulborska-Łukaszewicz, s. 10-35.
- 2019: A saint defender. The veneration of Saint John the New of Suceava in Bukovina – from history to contemporary culture, ,,Analele Bucoviniei”, 2019, ANUL XXVI, 2 (53) / 2019, ss. 491-506.
- Dziedzictwo kulturowe w regionach europejskich. Odkrywanie, ochrona, (re)interpretacja, seria: Dziedzictwo i pamięć kulturowa, t. 1, red. Ewa Kocój, Tomasz Kosiek, Joanna Szulborska-Łukasiewicz, Kraków 2019, ss. 300.
- Zarządzanie w sektorze kultury – między teorią i praktyką, red. Ewa Kocój, Joanna Szulborska-Łukaszewicz, Alicja Kędziora, Kraków 2019, ss. 250

- 2021: Sacrum na płótnie malowane. Zasłony wielkopostne kościoła św. Jana Chrzciciela w Orawce, Wydawnictwo Księgarnia Akademicka, Kraków 2021, s. 170 (wspólnie z Marią Białkowską-Borczuch, Lucyną Borczuch).
- 2021: Kaszubskie dziedzictwo kulturowe: ochrona – trwanie – rozwój, red. Ewa Kocój, Cezary Obracht-Prondzyński, Krystyna Barańska, Mirosław Kuklik, Kraków 2021, ss. 314.
- Old Calendarist’s religious minority in Romania – contribution to the study of the history and culture heritage, ,,Analele Bucoviniei”, 2022, nr 1, ss. 191-212.
- 2022: W poszukiwaniu ,,nowej Grammousty”. Dziedzictwo kulturowe pasterzy Aromanów/Wołochów w południowym Pirynie w Bułgarii (I), ,,Balcanica Posnaniensia”, 2022 (29), ss. 381-398  (wspólnie z Łukaszem Kocójem.

- 2023: Osady aromańskie w górach południowego Pirynu – odtwarzanie dawnego dziedzictwa kulturowego pasterskiej społeczności (II), ,,Balcanica Posnaniensia”, 2023 (30), wspólnie z Łukaszem Kocójem, ss. 331-357 (wspólnie z Łukaszem Kocójem).
- 2023 [2024]: Ginący świat dziedzictwa kulturowego małych wspólnot w Rumunii – monografia, Wydawnictwo Księgarnia Akademicka, Kraków 2024, s. 470 + 200 il.

## Nagrody i wyróżnienia
- 2005: Nagroda Narodowego Centrum Kultury w Warszawie w konkursie na najlepszą pracę doktorską z dziedziny nauk o kulturze w latach 2004–2005
- 2006: Nagroda im. Artura Rojszczaka Fundacji na Rzecz Nauki Polskiej
- 2012: Nagroda Prorektora UJ ds. dydaktyki za wysoką jakość prowadzenia zajęć dydaktycznych w roku akademickim 2011/2012.
- 2014: Nagroda „Super nauczyciel” w plebiscycie studenckim organizowanym przez portal „Sprawdzwykladowce.pl”
- 2015: Nagroda Prorektora UJ ds. dydaktyki za wysoką jakość prowadzenia zajęć dydaktycznych w roku akademickim 2014/2015.
- 2017: Nagroda specjalna Ministra Kultury i Dziedzictwa Narodowego za twórczy wkład w rozwój edukacji i badań naukowych oraz za opiekę merytoryczną nad pracą magisterską Katarzyny Kucy „Zarządzanie pamięcią zbiorową na przykładzie instytucji kultury w Krzeszowicach”, w XI konkursie prac magisterskich „Teraz Polska Promocja i Rozwój”.